# سردر آرامگاه خواهر امام
سردربقعه خواهر امام مربوط به دوره قاجار است و در رشت، خیابان مطهری، کوچه ساغریسازان واقع شده و این اثر در تاریخ ۱۴ مرداد ۱۳۸۲ با شمارهٔ ثبت ۹۳۸۰ به‌عنوان یکی از آثار ملی ایران به ثبت رسیده است.